# إبراهيم حمادة
إبراهيم جمال حمادة (مواليد 15 مايو 1991) هو سياسي أمريكي ومحامي وضابط استخبارات في الجيش الأمريكي ومدعٍ عام سابق يشغل حاليًا منصب الممثل الأمريكي عن الدائرة الثامنة في الكونغرس عن ولاية أريزونا منذ عام 2025. وهو عضو في الحزب الجمهوري، وأول أمريكي من أصل عربي يُنتخب للكونغرس عن ولاية أريزونا.
وُلد إبراهيم لعائلة سورية مهاجرة في شيكاغو ونشأ في فينيكس، تخرج بدرجة البكالوريوس من جامعة ولاية أريزونا وحصل على درجة الدكتوراه في القانون من جامعة أريزونا. بعد انضمامه إلى جيش الولايات المتحدة كضابط استخبارات في عام 2016، بدأ إبراهيم مسيرته القانونية كمدعٍ عام في مكتب المدعي العام في مدينة توسان، ثم في مكتب المدعي العام لمقاطعة ماريكوبا قبل إرساله للسعودية في عام 2020. في عام 2022، أصبح إبراهيم مرشح الحزب الجمهوري لمنصب المدعي العام لولاية أريزونا، وخسر أمام المرشح الديمقراطي كريس مايس بفارق 280 صوتًا.
انتُخب إبراهيم لعضوية الكونغرس في عام 2024، متغلبًا على المرشح الديمقراطي جريج ويتن بعد فوزه في الانتخابات التمهيدية للحزب الجمهوري.

## النشأة والتعليم
وُلِد إبراهيم في شيكاغو، إلينوي، وانتقل لاحقًا إلى فينيكس، أريزونا. وهو أصغر طفل لعائلة من المهاجرين السوريين ونشأ في أسرة مختلطة الأديان، مع أب مسلم وأم دُرزية. وهو أيضًا كردي من جهة جدته لأبيه.
حصل إبراهيم على درجة البكالوريوس من جامعة ولاية أريزونا ثم حصل على درجة الدكتوراه في القانون من كلية جيمس إي روجرز للقانون ‏ في جامعة أريزونا. أثناء دراسته في كلية الحقوق، منح المجلس الاستشاري لمحامي الادعاء العام في ولاية أريزونا إبراهيم زمالة أودال.

## الخدمة العسكرية
خدم إبراهيم في جيش الاحتياط الأمريكي كضابط استخبارات منذ عام 2016، وحصل على رتبة نقيب. أُرسِل للمملكة العربية السعودية في عام 2020 بعد أن أعلن تنظيم القاعدة مسؤوليته عن الهجوم الإرهابي على قاعدة بينساكولا الجوية البحرية في ديسمبر 2019. قام بتدريب أفراد القوات المسلحة السعودية لمدة 14 شهرًا قبل أن يعود إلى الولايات المتحدة في عام 2021، تلقّى وسام الخدمة العسكرية الاستحقاقية تقديرًا لخدمته.

## المسيرة القانونية
كان أول دور قانوني لإبراهيم كمتدرب غير مدفوع الأجر في مكتب المدعي العام لمدينة توسون. في عام 2016، حصل آبي على درجة الدكتوراه في القانون من كلية الحقوق بجامعة أريزونا. اجتاز امتحان نقابة المحامين في ولاية أريزونا في عام 2016، وبعد شهرين بدأ العمل في مكتب المدعي العام لمقاطعة ماريكوبا كمدعٍ عام. وفقًا لصحيفة أريزونا ريبابليك، فقد ترافع إبراهيم في ست محاكمات على الأقل أثناء عمله كمدعٍ عام في المقاطعة. استقال من هذا المنصب في سبتمبر 2021، مشيرًا إلى نيته التركيز على حملته السياسية وغيابه عن المنصب بعد إرساله للخدمة العسكرية في يوليو 2020.

## حملة النائب العام 2022

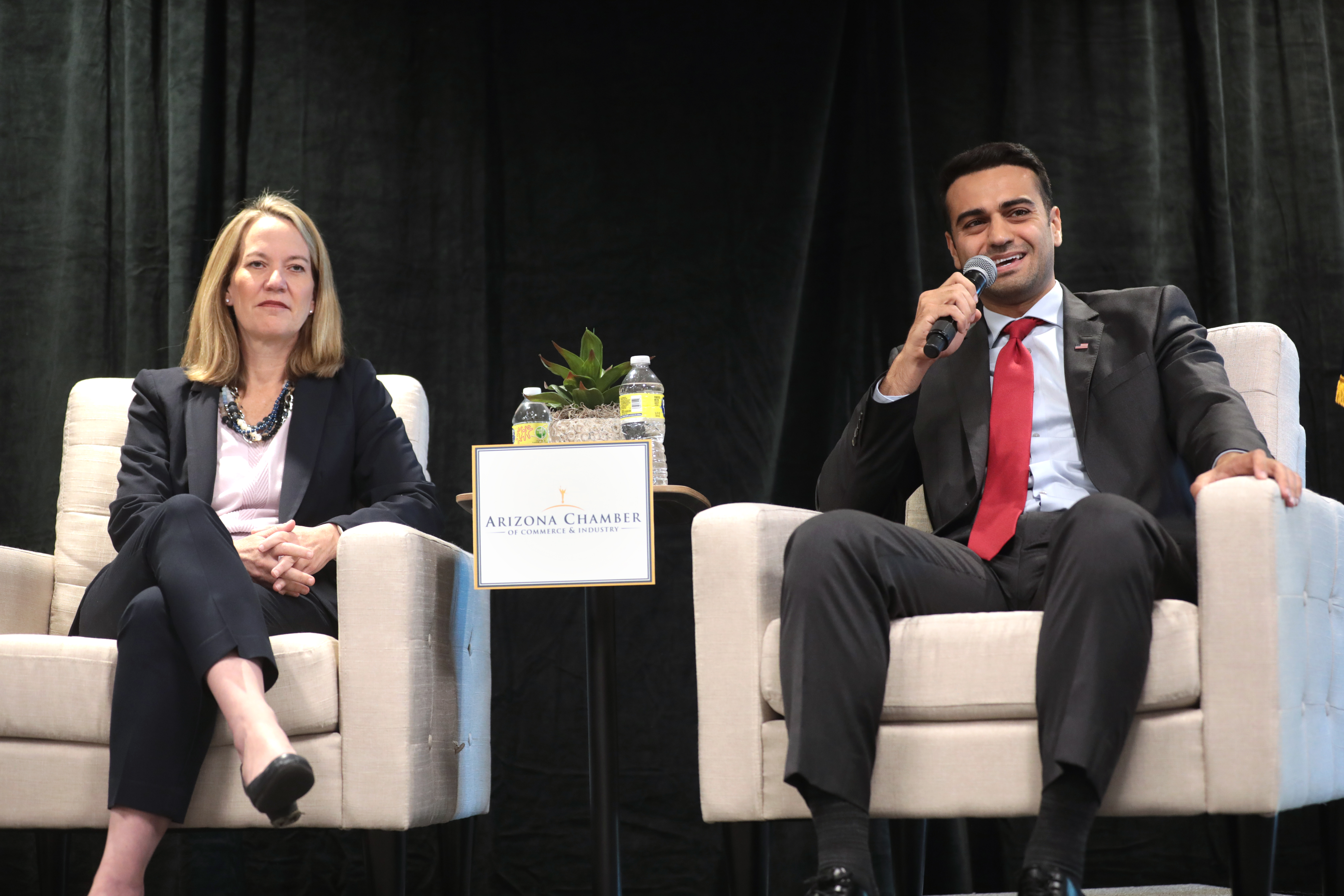
إبراهيم مع كريس مايس في منتدى المرشحين في سبتمبر 2022.

بدأت المسيرة السياسية لإبراهيم في نوفمبر 2021، عندما أطلق حملته لمنصب المدعي العام لولاية أريزونا. كانت القضية الأساسية لحملته الانتخابية هي أمن الانتخابات، حيث تحدث دعماً للادعاءات الكاذبة بأن الانتخابات الرئاسية لعام 2020 سُرقت من خلال عمليات احتيال انتخابية واسعة النطاق، والتي روج لها الرئيس السابق دونالد ترمب وحلفاؤه بعد خسارته أمام الرئيس جو بايدن. وشملت القضايا الأخرى التي ترشح من أجلها إنفاذ قوانين حدود الدولة، ودعم إنفاذ القانون، ومعارضة الرقابة التي تفرضها شركات التكنولوجيا. خلال الأسبوع الأول من ترشحه، أعلنت حملة إبراهيم أنه جمع أكثر من 100 ألف دولار. حصل على تأييد ترمب في يونيو 2022 وفاز في الانتخابات التمهيدية للحزب الجمهوري في أغسطس، متغلبًا على عضو مجلس المدينة السابق رودني جلاسمان وقاضي المحكمة العليا السابق للولاية أندرو جولد.
وفي الانتخابات العامة، واجه إبراهيم مرشح الحزب الديمقراطي كريس مايس، أستاذ القانون والرئيس السابق للجنة الشركات في ولاية أريزونا. اعتبر خبراء الأرصاد الجوية أن الانتخابات كانت متقاربة، مشيرين إلى التقدم الضيق الذي حققه كل مرشح في استطلاعات الرأي، فضلاً عن وضع ولاية أريزونا كولاية متأرجحة بسبب الانتصارات الديمقراطية الأخيرة في السباقات على مستوى الولاية. في يوم الانتخابات، 8 نوفمبر/تشرين الثاني، لم يكن هناك فائز واضح، حيث كان مايس متقدمًا ببضعة آلاف من الأصوات على إبراهيم بينما استمرت عملية فرز الأصوات. وعندما اكتملت النتائج النهائية في 21 نوفمبر/تشرين الثاني، كان مايس متقدما على إبراهيم بـ510 أصوات من أصل 2.5 مليون صوت في أقرب سباق لمنصب النائب العام لهذا العام. وبما أن هامش الفوز انخفض إلى أقل من 0.5% من إجمالي الأصوات، فقد تم إطلاق عملية إعادة فرز الأصوات تلقائيًا بموجب قانون الولاية، بدءًا من 5 ديسمبر. في 29 ديسمبر، أعلن القاضي تيموثي توماسون من محكمة مقاطعة ماريكوبا العليا فوز مايس في الانتخابات بهامش مخفض بلغ 280 صوتًا، مما يجعلها واحدة من أقرب الانتخابات في تاريخ أريزونا. وتولى منصبه بعد أربعة أيام فقط، في الثاني من يناير/كانون الثاني.

### التحديات القانونية
قام إبراهيم بأول محاولة له للطعن في نتائج الانتخابات بعد اكتمال الفرز النهائي للأصوات، على الرغم من أن القاضي راندال وارنر رفض قضيته بسبب قانون الولاية الذي يتطلب تقديم الطعون الانتخابية بعد التصديق على النتائج. وقد رفع دعوى قضائية ثانية بعد التصديق في الخامس من ديسمبر/كانون الأول، زاعمًا أن سوء السلوك من جانب موظفي الانتخابات، بما في ذلك سوء تفسير الأصوات الناقصة، قد كلفه خسارة الانتخابات. ومع ذلك، تم تقديم 14 بطاقة اقتراع فقط كأدلة، وهو ما أشار إليه القاضي لي جانتزن بأنه أظهر فقط أخطاء من جانب الناخبين، وليس مسؤولي الانتخابات. في نهاية المطاف، أنكر جانتزن الطعن الانتخابي في جلسة استماع أولية عقدت في 23 ديسمبر 2022، وذكر في ملاحظاته الختامية أنه «لا توجد معلومات كافية» تشير إلى وقوع أي نشاط غير قانوني.
في دعواه القضائية الثالثة التي رفعها بعد أداء مايس اليمين الدستورية، زعم إبراهيم أن 1100 بطاقة اقتراع مؤقتة لم يتم احتسابها. وقد جاء هذا الادعاء بعد أن اكتشف مسؤولو الانتخابات 507 أصوات في مقاطعة بينال لم يتم احتسابها، وذلك إلى حد كبير بسبب خطأ بشري. رفض القاضي جانتزن هذه الدعوى في يوليو 2023، ووجد أنه لم يكن هناك أي دليل جديد لم يكن من الممكن تقديمه مسبقًا في المحاكمة الأصلية. وعندما طلب إبراهيم من المحكمة العليا في ولاية أريزونا ‏ التدخل، رفضت المحكمة ذلك وفرضت عليه عقوبات، من بينها أمر بدفع 55،000 دولار لتغطية الرسوم القانونية لمايس وأدريان فونتيس، وزير خارجية ولاية أريزونا المنتخب حديثاً. في أبريل/نيسان 2024، رفضت محكمة الاستئناف في أريزونا طلب إبراهيم بإجراء محاكمة جديدة في قرار منقسم، منتقدة فشله في تحريك القضية بسرعة. في ديسمبر 2024، رفضت المحكمة العليا في ولاية أريزونا استئناف إبراهيم، منهية بذلك هذه الدعوى القضائية.
في نوفمبر 2023، رفع إبراهيم دعوى قضائية أخرى ضد نتيجة انتخابات 2022 مدعيًا أن انتخابات 2022 انتهكت حقوقه الدستورية؛ وقد رفض القاضي سكوت بلاني من محكمة مقاطعة ماريكوبا العليا هذه الدعوى القضائية في يوليو 2024، والذي حكم بأن إبراهيم رفع الدعوى القضائية متأخرًا جدًا، لأنها رُفعت بعد سبعة أشهر من نشر تقرير عن قضايا الاقتراع في انتخابات 2022، بدلاً من تقديمها في غضون خمسة أيام للطعن في الانتخابات.
في دعوى قضائية مختلفة، أثار إبراهيم مسألة إحصاء مقاطعة ماريكوبا للأصوات المبكرة في انتخابات عام 2022، ثم خلص إلى أنه يجب تعيينه نائبًا عامًا لأنه «يحق له شخصيًا» تولي هذا المنصب؛ نُشر رفض لهذه الدعوى في أبريل 2024 من قبل القاضية سوزانا بينيدا من محكمة مقاطعة ماريكوبا العليا، حيث حكمت بينيدا بأن طعن إبراهيم كان يجب أن يُعرض قبل الانتخابات، وذكرت أيضًا أن إبراهيم «يفترض، دون دليل، أنه حصل على أكبر عدد من الأصوات القانونية» في الانتخابات. في أكتوبر 2024، رفضت محكمة الاستئناف في أريزونا استئناف إبراهيم لحكم بينيدا، ووافقت على أن إبراهيم رفع الدعوى القضائية في وقت متأخر للغاية، لكن محكمة الاستئناف في أريزونا ألغت أمر بينيدا بإلزام إبراهيم بدفع الرسوم القانونية لخصومه.

## مجلس النواب الأمريكي

### الانتخاب

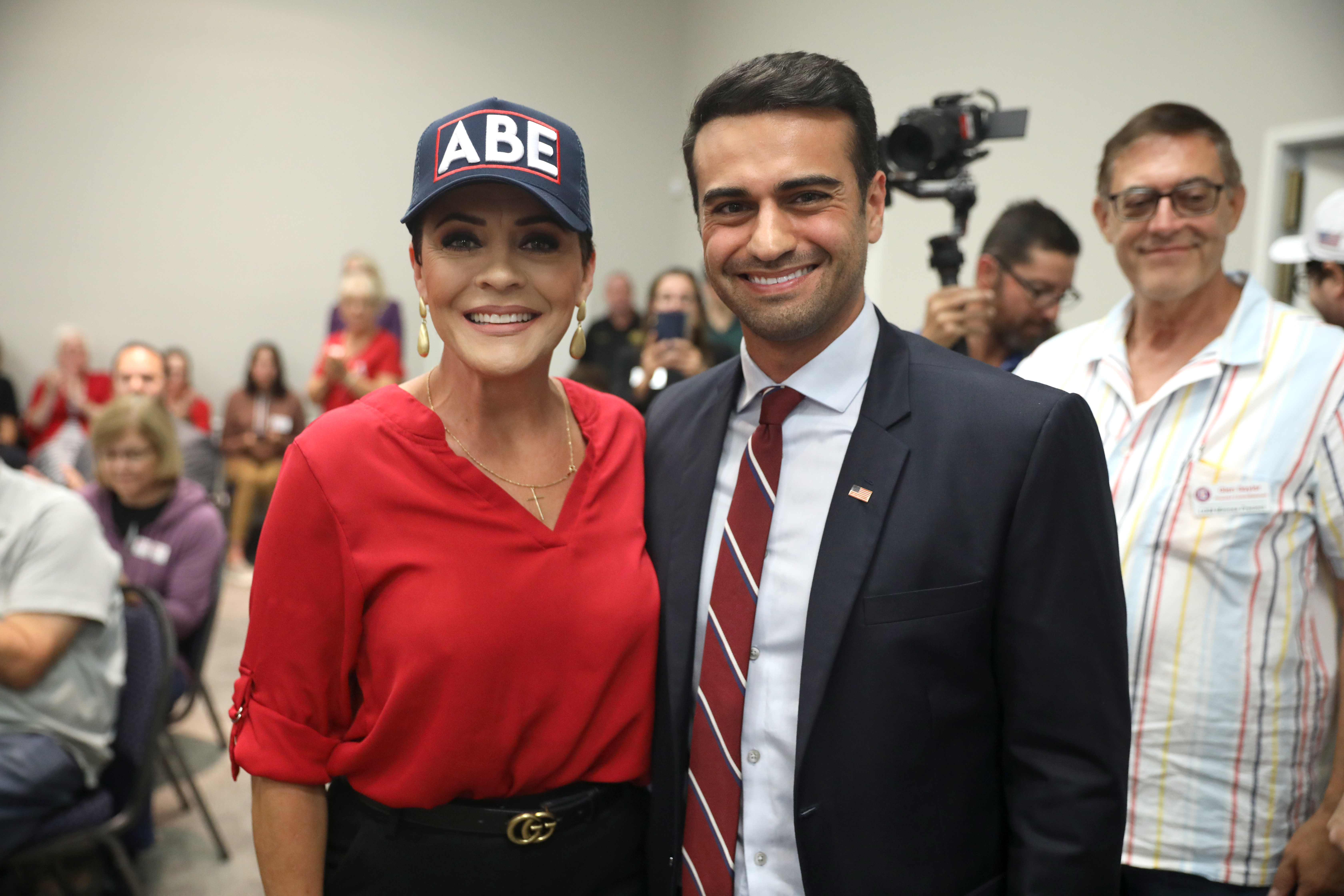
إبراهيم مع كاري لاك في تجمع انتخابي في نوفمبر 2023.

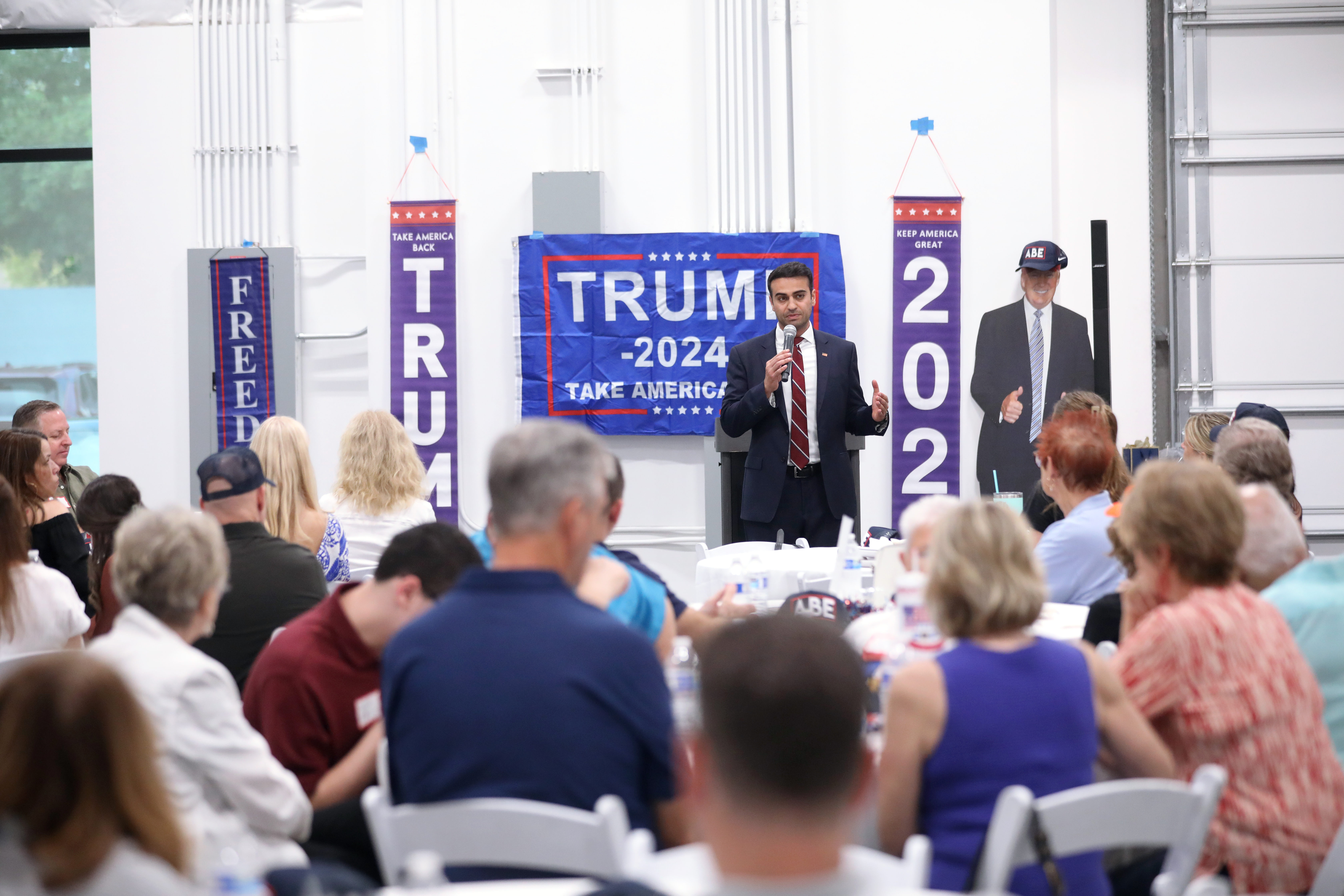
إبراهيم يتحدث مع أنصاره في تجمع حاشد احتفالا بفوزه في الانتخابات الأولية.

أعلن إبراهيم عن حملته الانتخابية للدائرة الثامنة للكونغرس في ولاية أريزونا في أكتوبر 2023، بعد فترة وجيزة من إعلان الممثلة الحالية ديبي ليسكو تقاعدها من المنصب. حصلت حملة إبراهيم على دعم كبير من السياسيين الجمهوريين البارزين، بما في ذلك الرئيس السابق دونالد ترمب ومذيعة الأخبار السابقة والمرشحة السياسية كاري لاك. واجتذبت الانتخابات التمهيدية للحزب الجمهوري مجموعة من المرشحين البارزين، بما في ذلك رجل الأعمال بليك ماسترز، الذي خسر انتخابات مجلس الشيوخ الأمريكي لعام 2022 أمام الديمقراطي مارك كيلي، إلى جانب عضو الكونغرس السابق ترينت فرانكس والمشرعين في الولاية أنتوني كيرن وبين توما.
وأظهرت استطلاعات الرأي التي سبقت الانتخابات أن إبراهيم وماسترز يتقدمان بفارق ضئيل على بعضهما البعض، وكان الاثنان يعتبران من المرشحين الأوفر حظا، على الرغم من أن ماسترز أنفق مبالغ طائلة على إبراهيم من أمواله الشخصية. وُصفت الحملة الأولية بأنها «سيئة»، حيث اعتبرت حملة ماسترز إبراهيم «متعاطفًا مع الإرهابيين» من خلال تسليط الضوء سلبًا على تراثه الإسلامي. تعرض ماسترز لانتقادات شديدة لاستخدامه خطابًا وصورًا معادية للإسلام في إعلانات حملته الانتخابية. وردت حملة إبراهيم على ذلك بالقول إنه «يجسد نفس القيم اليهودية المسيحية التي بنيت عليها أمتنا».
قبل يومين من الانتخابات التمهيدية، وعلى الرغم من تأييده لإبراهيم في العام السابق، نشر ترمب بيانًا يعلن فيه تأييده المزدوج له ولماسترز. فاز إبراهيم في الانتخابات التمهيدية للحزب الجمهوري بحصوله على ما يقرب من 30% من الأصوات، بينما حصل ماسترز على 26%. بسبب الميل القوي للجمهوريين في الدائرة، كان من المتوقع فوزه في الانتخابات العامة في نوفمبر ضد الديمقراطي جريج ويتن، حيث تغلب عليه بنسبة 56.5% من الأصوات.

### مدة الخدمة
تولى إبراهيم منصبه في الكونغرس الأمريكي رقم 119 في 3 يناير 2025. وأصبح واحدًا من أول أمريكيين شرق أوسطيين اثنين يمثلان ولاية أريزونا في الكونغرس، إلى جانب الديمقراطي ياسمين أنصاري.

### مهام اللجنة
- لجنة القوات المسلحة
  - اللجنة الفرعية للاستخبارات والعمليات الخاصة[الإنجليزية]
  - اللجنة الفرعية للقوات الاستراتيجية[الإنجليزية]
  - اللجنة الفرعية للقوات الجوية والبرية التكتيكية[الإنجليزية]
- لجنة شؤون المحاربين القدامى[الإنجليزية]
  - اللجنة الفرعية للفرص الاقتصادية[الإنجليزية]
  - اللجنة الفرعية للصحة[الإنجليزية]

### عضويات الكتلة
- الكتلة الغربية في الكونغرس[40]

## المواقف السياسية

### الطاقة
يُعارض إبراهيم سياسات الصفقة الجديدة الخضراء، معتقدًا أنها لن تؤدي إلا إلى تفاقم تكاليف المعيشة المرتفعة وتدهور موثوقية الطاقة. وأشار إلى كاليفورنيا باعتبارها مثالاً على فشل سياسة الطاقة.

### الهجرة
في حملته الانتخابية للكونغرس، أشار إبراهيم إلى أزمة الحدود المستمرة باعتبارها واحدة من أكبر المشاكل التي تواجه الدائرة الثامنة للكونغرس. وقد أعلن دعمه لإكمال بناء جدار الحدود بين المكسيك والولايات المتحدة، وإنهاء ممارسة «القبض والإفراج»، وتصنيف عصابات المخدرات كمنظمات إرهابية.

### السياسة الخارجية

#### إسرائيل
إبراهيم مؤيد قوي إسرائيل، إذ يقول: «ليس لليهود حليف أكبر مني». وأضاف أن زيارته لإسرائيل أثناء دراسته في كلية الحقوق أثرت على آرائه بشأنها. كان إبراهيم يعتقد أنه كان مقبولاً بشكل أفضل كدرزي في إسرائيل مقارنة لبنان المجاورة، الأمر الذي عزز دعمه لإسرائيل بشكل أكبر. أثناء حملته الانتخابية للكونغرس، انتقد المظاهرات الجامعية المؤيدة لفلسطين في جميع أنحاء البلاد، وقال إن «هناك صلة مباشرة بين الماركسية وتصاعد معاداة السامية في الولايات المتحدة منذ 7 أكتوبر».

#### إقليم كردستان
في أعقاب صفقتين في مجال الطاقة بقيمة 110 مليار دولار بين إقليم كردستان وعدة شركات نفط وغاز مقرها الولايات المتحدة في 21 مايو/أيار 2025، أعرب إبراهيم عن دعمه لإقليم كُردستان، واصفا إياها بـ«قصة نجاح». كما أشاد بدور قوات البيشمركة في القتال ضد تنظيم الدولة الإسلامية (داعش)، قائلاً: «عندما شهدنا صعود داعش، لم يرغب أحد في مواجهتهم – ومع ذلك قامت قوات البيشمركة الكُردية بعمل فعال في استئصال الإرهاب».

## الحياة الشخصية
يُعرّف إبراهيم نفسه بأنه غير طائفي. شقيقه الأكبر، وسيم حمادة، يعمل في شركة عقارات مقرها فينيكس، وقد ساهم بمبلغ مليون دولار في حملتيه.

## وصلات خارجية
- Congressman Abe Hamadeh official U.S. House website
- Abe Hamadeh for Congress campaign website
- Abraham Hamadeh على بالوتبيديا[الإنجليزية]
- Biography at the Biographical Directory of the United States Congress
- Profile at Vote Smart
- Financial information (federal office) at the Federal Election Commission
- Legislation sponsored at the مكتبة الكونغرس
- مرات الظهور على سي-سبان